# Списак епизода серије Пелагијин венац
Пелагијин венац је српска телевизијска серија, коју снима Емоушн продукција.
Прва сезона се емитује од 21. априла 2025. године на телевизији Б92.
Серија Пелагијин венац тренутно броји 1 сезону и 200 епизода.

## Преглед
| Сезона | Сезона | Епизоде | Епизоде | Оригинално емитовање | Оригинално емитовање |
| Сезона | Сезона | Епизоде | Епизоде | Премијера            | Финале               |
| ------ | ------ | ------- | ------- | -------------------- | -------------------- |
|        | 1.     | 80      | 80      | 21. април 2025.      | 2025.                |

## Епизоде

### 1. сезона (2025)
| Бр. у серији | Бр. у сезони | Назив                           | Редитељ           | Сценариста   | Премијерно емитовање |
| ------------ | ------------ | ------------------------------- | ----------------- | ------------ | -------------------- |
| 1            | 1            | "Добри дух улице"               | Миливој Пухловски | Ружица Васић | 21. април 2025.      |
| 2            | 2            | "Последњи потомак"              | Миливој Пухловски | Ружица Васић | 22. април 2025.      |
| 3            | 3            | "Наслеђе"                       | Миливој Пухловски | Ружица Васић | 23. април 2025.      |
| 4            | 4            | "Судар светова"                 | Миливој Пухловски | Ружица Васић | 25. април 2025.      |
| 5            | 5            | "Преварена очекивања"           | Миливој Пухловски | Ружица Васић | 28. април 2025.      |
| 6            | 6            | "Суочавања"                     | Миливој Пухловски | Ружица Васић | 29. април 2025.      |
| 7            | 7            | "Нови почетак"                  | Миливој Пухловски | Ружица Васић | 30. април 2025.      |
| 8            | 8            | "Битан је став"                 | Миливој Пухловски | Ружица Васић | 1. мај 2025.         |
| 9            | 9            | "Леђа о леђа"                   | Миливој Пухловски | Ружица Васић | 2. мај 2025.         |
| 10           | 10           | "Буђење"                        | Миливој Пухловски | Ружица Васић | 5. мај 2025.         |
| 11           | 11           | "Мало ли за срећу треба"        | Миливој Пухловски | Ружица Васић | 6. мај 2025.         |
| 12           | 12           | "Слободан пад"                  | Миливој Пухловски | Ружица Васић | 7. мај 2025.         |
| 13           | 13           | "Бане"                          | Миливој Пухловски | Ружица Васић | 8. мај 2025.         |
| 14           | 14           | "Одлазак"                       | Миливој Пухловски | Ружица Васић | 9. мај 2025.         |
| 15           | 15           | "Потрага"                       | Миливој Пухловски | Ружица Васић | 12. мај 2025.        |
| 16           | 16           | "Изгубљено-нађено"              | Миливој Пухловски | Ружица Васић | 13. мај 2025.        |
| 17           | 17           | "Ветар промене"                 | Миливој Пухловски | Ружица Васић | 14. мај 2025.        |
| 18           | 18           | "Све што боли"                  | Миливој Пухловски | Ружица Васић | 15. мај 2025.        |
| 19           | 19           | "Старо за ново"                 | Миливој Пухловски | Ружица Васић | 16. мај 2025.        |
| 20           | 20           | "Закон привлачења"              | Миливој Пухловски | Ружица Васић | 19. мај 2025.        |
| 21           | 21           | "Срећа прати храбре"            | Миливој Пухловски | Ружица Васић | 20. мај 2025.        |
| 22           | 22           | "Мала незгода"                  | Миливој Пухловски | Ружица Васић | 21. мај 2025.        |
| 23           | 23           | "Изненађење"                    | Миливој Пухловски | Ружица Васић | 22. мај 2025.        |
| 24           | 24           | "Сви за једног, један за све"   | Миливој Пухловски | Ружица Васић | 23. мај 2025.        |
| 25           | 25           | "Двоструки идентитет"           | Миливој Пухловски | Ружица Васић | 26. мај 2025.        |
| 26           | 26           | "Све, само не љубав"            | Миливој Пухловски | Ружица Васић | 27. мај 2025.        |
| 27           | 27           | "Реконекције"                   | Миливој Пухловски | Ружица Васић | 28. мај 2025.        |
| 28           | 28           | "Стара школа, нова технологија" | Миливој Пухловски | Ружица Васић | 29. мај 2025.        |
| 29           | 29           | "Рециклажа"                     | Миливој Пухловски | Ружица Васић | 30. мај 2025.        |
| 30           | 30           | "Боље згрешити него тешити"     | Миливој Пухловски | Ружица Васић | 2. јун 2025.         |
| 31           | 31           | "Усељење"                       | Миливој Пухловски | Ружица Васић | 3. јун 2025.         |
| 32           | 32           | "Пат"                           | Миливој Пухловски | Ружица Васић | 5. јун 2025.         |
| 33           | 33           | "МС за..."                      | Миливој Пухловски | Ружица Васић | 6. јун 2025.         |
| 34           | 34           | "Заокрет"                       | Миливој Пухловски | Ружица Васић | 9. јун 2025.         |
| 35           | 35           | "Акције"                        | Миливој Пухловски | Ружица Васић | 10. јун 2025.        |
| 36           | 36           | "Петиција"                      | Миливој Пухловски | Ружица Васић | 11. јун 2025.        |
| 37           | 37           | "Усне на усне"                  | Миливој Пухловски | Ружица Васић | 12. јун 2025.        |
| 38           | 38           | "Благословено стање"            | Миливој Пухловски | Ружица Васић | 13. јун 2025.        |
| 39           | 39           | "Рашчишћавање"                  | Миливој Пухловски | Ружица Васић | 16. јун 2025.        |
| 40           | 40           | "Крв није вода"                 | Миливој Пухловски | Ружица Васић | 17. јун 2025.        |
| 41           | 41           | "Maло већа гужва"               | Миливој Пухловски | Ружица Васић | 18. јун 2025.        |
| 42           | 42           | "Ветар у леђа"                  | Миливој Пухловски | Ружица Васић | 19. јун 2025.        |
| 43           | 43           | "Коме је стало"                 | Миливој Пухловски | Ружица Васић | 20. јун 2025.        |
| 44           | 44           | "Кад кап прелије чашу"          | Миливој Пухловски | Ружица Васић | 23. јун 2025.        |
| 45           | 45           | ""                              | Миливој Пухловски | Ружица Васић | 24. јун 2025.        |
| 46           | 46           | "Напред-назад"                  | Миливој Пухловски | Ружица Васић | 25. јун 2025.        |
| 47           | 47           | "Одело не чини човека"          | Миливој Пухловски | Ружица Васић | 26. јун 2025.        |
| 48           | 48           | "Отрежњење"                     | Миливој Пухловски | Ружица Васић | 27. јун 2025.        |
| 49           | 49           | "Затворићу све кафане"          | Миливој Пухловски | Ружица Васић | 30. јун 2025.        |
| 50           | 50           | "Мала помоћ пријатеља"          | Миливој Пухловски | Ружица Васић | 1. јул 2025.         |
| 51           | 51           | ""                              | Миливој Пухловски | Ружица Васић | 2. јул 2025.         |
| 52           | 52           | ""                              | Миливој Пухловски | Ружица Васић | 3. јул 2025.         |
| 53           | 53           | ""                              | Миливој Пухловски | Ружица Васић | 4. јул 2025.         |
| 54           | 54           | ""                              | Миливој Пухловски | Ружица Васић | 7. јул 2025.         |